# Wacław płocki

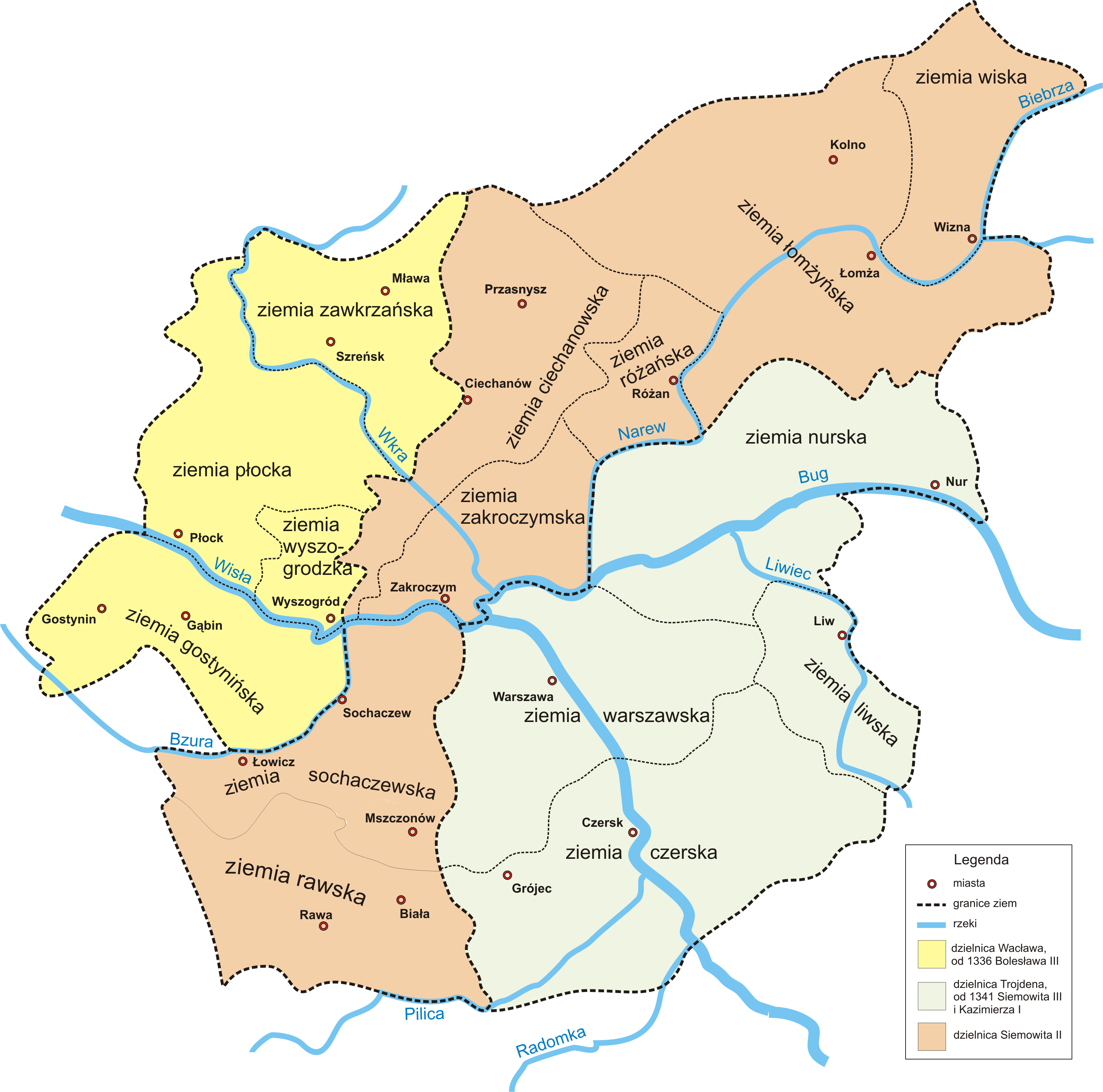
podział Mazowsza
(1313-1345)

Jan Luksemburski, król czeski, przejmuje i nadaje jako lenno księciu płockiemu Wacławowi Płock, Wyszogród i Gostynin, 1329, Archiwum Główne Akt Dawnych

Wacław (Wańko) płocki (ur. ok. 1293, zm. 23 maja 1336) – książę płocki od 1313, lennik czeski od 1329. Zięć władcy Litwy Giedymina.

## Życiorys
Wacław był najmłodszym synem księcia mazowieckiego Bolesława II i jego drugiej żony Kunegundy czeskiej. Własny dział – księstwo płockie – Wacław otrzymał dopiero po śmierci ojca w 1313 (jego starsi przyrodni bracia Siemowit II i Trojden I własne dzielnice otrzymali już wcześniej).
Podczas swoich rządów książę płocki starał się prowadzić zrównoważoną politykę wobec potężnych sąsiadów – Polski Władysława Łokietka i zakonu krzyżackiego. Przejawem unikania zadrażnień z sąsiadami były niezwykle lakonicznie zeznania Wacława podczas procesu polsko-krzyżackiego w Inowrocławiu, czy też układ zawarty 14 kwietnia 1321 z mistrzem krajowym zakonu Fryderykiem von Wildenbergiem w Golubiu, w którym mazowiecki Piastowicz zobowiązał się do nieprzepuszczania przez swoje terytorium obcych wojsk wyprawiających się przeciw Krzyżakom (mogło tu chodzi o wojska Litwinów albo wojska Łokietka). W związku z faktem poślubienia przez Wacława Elżbiety Giedyminówny, córki władcy litewskiego Giedymina, łączyły go bardzo dobre stosunki z Wielkim Księstwem Litewskim. W 1323 roku Giedymin na prośbę Wacława najechał na Księstwo dobrzyńskie w celu rozstrzygnięcia siłą sporu granicznego z księżną Anastazją. Dobre stosunki z Giedyminem spowodowały, że księstwo płockie w 1324 roku nie było najechane przez litewskie oddziały Giedymina, w przeciwieństwie do spustoszonych mazowieckich księstw Trojdena I i Siemowita II.
W związku z zawarciem przez Wacława sojuszu z zakonem krzyżackim, w 1325 na księstwo płockie uderzyły oddziały Władysława Łokietka, które zdobyły Płock. Okoliczności tego konfliktu nie znamy, stał się on jednak przyczyną zawarcia przez książąt mazowieckich Wacława, Trojdena I i Siemowita II w dniu 2 stycznia 1326 w Brodnicy układu obronnego skierowanego przeciwko Władysławowi Łokietkowi.
Rok później wybuchła wojna polsko-krzyżacka. W tej sytuacji Wacław zdecydowanie opowiedział się po stronie Zakonu, co ściągnęło na księstwo wyprawę polskiego króla. Wacław z pomocą krzyżacką najazd wtedy wprawdzie skutecznie odparł, ale już wyprawa odwetowa na Kujawy zakończyła się zupełnym niepowodzeniem.
W 1329 Wacław niespodziewanie zmienił front i opowiedział się po stronie Polski. Ten brak zdecydowania zemścił się już wkrótce, gdyż gród w Płocku obległy połączone oddziały czesko-krzyżackie pod dowództwem Jana Luksemburczyka. Wacław nie widząc szans skutecznej obrony zdecydował się na kapitulację i 29 marca 1329 złożył Luksemburczykowi jako kandydatowi do korony polskiej hołd lenny.
O ostatnich latach życia płockiego dynasty wiemy już bardzo niewiele. Prawdopodobnie zrażony zarówno do Polski, jak i Krzyżaków, książę wycofał się z aktywnej polityki. 
Wacław zmarł 23 maja 1336 i został pochowany w katedrze w Płocku. Z małżeństwa z Elżbietą Litewską książę doczekał się syna Bolesława III i córki Anny, wydanej za mąż za księcia żagańskiego Henryka V.